# 地心探險之旅
地心探險之旅是日本東京迪士尼海洋中的一項遊樂設施。位於樂園內的神秘島區。是以法國小說家儒勒·凡尔纳的代表作《地心歷險記》作為設施故事背景。遊客將乘坐稱為「地底行走車」的車輛，在科學家尼默船長發掘的地底世界移動探險。

## 概要
在遊樂設施內，地底行走車會時而緩慢時而快速地前進移動，並在快要抵達終點前猛烈加速並急遽的上升和下落，最高時速可達到75公里，是東京迪士尼度假區中行駛速度最快的遊樂設施。也正因為速度較快，因此也較常發生遊客隨身物品掉落的情形，因此與其他設施相比，地心探險之旅的臨時暫停檢修次數也相對較多。
與一般雲霄飛車利用鏈條牽引向上，到高點後藉由向下的重力加速度來驅動車體的方式不同，地心探險之旅的車輛和運行軌道都由電腦控制，電腦會調節每台車輛的速度，並確保車輛彼此之間有一定的安全距離。由於採用了電腦操控，因此在設施出現故障時能夠一次停止所有的車輛，並再修復後同時重新啓動運行。此外，每輛車內配置有與一级方程式賽車力量接近的馬達，急遽下降前的快速前進就是依靠這樣的強力馬達提供的動力。
在設施因為定期維修等原因關閉時，有時會舉行從排隊入口到「地心電梯」（テラヴェーター）為止的場景導覽之旅，稱為「熔岩洞窟導覽」（マグマ・サンクタムツアー）。

## 故事設定
在神秘島上的普羅米修士火山成為了尼莫船長的研究基地。在穿越火山內的洞窟之後，遊客將搭乘「地心電梯」（テラヴェーター）前往位於地下1.5英里的研究設施基地站。基地站內是一個負責監控劇烈火山活動的通訊中心，但其中的科學家們因為正值休息時間而暫時離開中心。遊客接著將乘坐以蒸汽作為動力的「地底行走車」，經由已開鑿完成的隧道前往地球的中心。地底行走車會先經過佈滿彩色發光水晶的洞穴，接著穿越巨大蘑菇的森林，森林中居住著奇特的昆蟲以及兩棲動物。正當車輛準備繼續前進時，突如其來的地震導致前方的隧道被落石堵住，使得地底行走車必須繞道經過一個充滿巨大蛋形物體的洞窟。接著車輛在行經地底海洋的海岸時，被電離子瓦斯雲所產生的閃電擊中，導致地底行走車失去控制繼續往火山的中心疾駛而去，並遇到了居住在那裡的巨大的岩漿怪物。最後遊客們所乘坐的地底行走車利用火山噴發的衝擊力順利逃出重回地表。

## 資料來源
1. ↑  双六屋 カゲゾウ. . All About Japan. 2008-12-27  [2013-06-17]. （原始内容存档于2011-11-11）.
2. ↑  . 東京迪士尼海洋.   [2013-06-17]. （原始内容存档于2013-07-03）.

## 外部連結
- 地心探險之旅（東京迪士尼海洋官方網站設施介紹頁面）